# Senaat (Zuid-Afrika)
De Senaat (Afrikaans: Senaat; Engels: Senate) was het hogerhuis van het Parlement van Zuid-Afrika van 1910-1981 en opnieuw van 1994-1997.

## De Senaat van 1910-1981
Onder blanke minderheidsregel in de Unie van Zuid-Afrika, werden de meeste senatoren verkozen door een kiescollege bestaande uit leden van de Volksraad en provincieraden. De overige senatoren werden op advies van de Eerste Minister benoemd door de Gouverneur-generaal. De voorzitter van de Senaat werd de President, terwijl zijn tegenhanger in de Volksraad de Speaker werd genoemd.

### De Eerste Senaat (1910-1920)
De Zuid-Afrika-Wet, die de Senaat gemaakt, bevat bijzondere bepalingen voor het eerste verkozen senatoren. Het Parlement werd verboden wijziging van de regeling voor de Senaat tijdens de eerste tien jaar.

De eerste Senaat opgenomen acht senatoren uit elke provincie. Zij werden gekozen voor een termijn van tien jaar, door de leden tijdens de laatste zitting van de wetgevende macht van elk van de vier kolonies die de Unie van Zuid-Afrika samengevoegd. De verkiezing was een vorm van enkelvoudige overdraagbare stem. De overige acht zetels werden gevuld, op benoeming (ook voor tien jaar termen) door de Gouverneur-generaal. Artikel 24 van de Zuid-Afrika-Wet voorwaarde dat de benoemde senatoren, 
De helft van hen worden geselecteerd op de grond vooral van hun grondige kennis, op grond van hun officiële ervaring of op andere wijze, met de redelijke behoeften en wensen van de gekleurde rassen van Zuid-Afrika
Toevallige vacatures in de vertegenwoordiging van de provincies, in de eerste Senaat alleen, werden gevuld door een kiescollege bestaat uit de leden van de desbetreffende provinciale raden. Nieuwe senatoren verkozen op deze manier, hield de zetel voor de rest van de looptijd van tien jaar. Nieuwe senatoren die door de Gouverneur-generaal benoemd zijn om vacaturen te vullen, ontvingen een termijn van tien jaar en verlieten niet hun zetels aan het einde van de termijn van de provinciale vertegenwoordigers.

### De Tweede Senaat (1920-1929)
De acht senatoren verkozen voor elke provincie volgens de gewone bepalingen voor Senaatsverkiezingen in de Zuid-Afrika-Wet, werden teruggestuurd door een kiescollege bestaat uit de leden van de provincie in de Volksraad en de Provinciale Raad. In 1920, de termijn van senatoren was voor tien jaar en er was geen voorziening voor geen eerdere ontbinding van de Senaat.
De voorzieningen voor de benoemde senatoren waren onveranderd ten opzichte van de eerste Senaat.
De tweede Senaat had een kleine meerderheid van de Zuid-Afrikaanse Partij. Wanneer de zogenaamde "Pact-regering" tussen de Nationale Partij en de Arbeiderspartij aantrad in 1924, zijn aanhangers waren dan ook een minderheid in de Senaat.
De Senaatwet 1926 wijzigde de oorspronkelijke bepalingen voor de Senaat in de Grondwet. Een nieuwe kracht werd, zodat de Gouverneur-generaal van de hele Senaat kon ontbinden verleend, hetzij op het tijdstip van een parlementsverkiezing van de Volksraad or binnen 120 dagen na de verkiezingen. Een andere bepaling verplicht benoemde senatoren hun zetels te verlaten wanneer er een verandering van de regering.
Na de parlementsverkiezingen van 1929, werd de Senaat ontbinding stroom gebruikt voor de eerste keer, op 16 augustus 1929.

### De Derde Senaat (1929-1939)
De derde Senaat had een kleine Nasionale Party meerderheid, in 1929. Na de Nasionale Party en de Suid-Afrikaanse Party vormde een coalitie in 1933 en gefuseerde met de Verenigde Party te vormen in 1934, de regering had een grote meerderheid in de Senaat.
De regering van de Verenigde Party geslaagd voor de Wet op Naturellenvertegenwoordiging 1936. Deze wetgeving beïnvloed de Senaat door het toevoegen van vier senatoren om de zwarte bevolking van Zuid-Afrika vertegenwoordigen. Deze senatoren waar de blanken, die kantoor hield voor een vaste termijn en niet werden beïnvloed door een ontbinding van de Senaat. De nieuwe zetels werden gevuld door indirecte verkiezingen, de zwarte kiezers zijn ambtdragers zoals stamhoofden en de leden van lokale overheden.
Vóór het verstrijken van de looptijd van tien jaar, werd de Verenigde Party verdeeld over de kwestie van de deelname van Zuid-Afrika in de Tweede Wereldoorlog. De volgelingen van de voormalige Eerste Minister Barry Hertzog ging de verkiezing van de Senaat in 1939 als een aparte partij, de Verenigde Party hebben verlaten, maar een fusie met de oppositie Gesuiwerde Nasionale Party nog niet geregeld.

### De Vierde Senaat (1939-1948)
De provinciale kiescolleges ontmoette op 17 november 1939. Na de verkiezing en het vullen van de benoemde zetels, werd de Senaat achter met een meerderheid voor de oorlog. Er waren 24 regeringsgezinde senatoren en 16 oppositiegezinde senatoren. De vier senatoren gekozen om zwarte mensen te vertegenwoordigen ook pro-oorlog.
Na de parlementsverkiezingen van 1948, een Herenigde Nasionale Party-Afrikanerparty coalitie aan de macht kwam, met een minderheid steun in de Senaat. De nieuwe regering gebruikte de ontbindingsmacht, om een nieuwe verkiezing van de Senaat te activeren. De Senaat werd ontbonden, op 9 juli 1948.

### De Vijfde Senaat (1948-1955)
De acht benoemde senatoren werden benoemd op 28 juli 1948. De kiescolleges ontmoette, in de provinciale hoofdsteden, op 29 juli 1948. Aan het einde van de proces, de regering had 22 ondersteuners en de oppositie had 21 ondersteuners.
De Wijzigingswet op Zuidwest-Afrikaanse Zaken, voegde vier extra leden aan de Senaat, van wie er twee waren om gekozen te worden, en twee van de Gouverneur-generaal benoemd. De verkozen senatoren werden gekozen door een kiescollege, bestaat uit de leden van de Wetgevende Vergadering van Zuidwest-Afrika en de zes leden van de Volksraad die het grondgebied.
Van de benoemde senatoren, was vooral worden geselecteerde op grond van zijn "al bekende, uit hoofde van zijn officiële deskundigheid or anderszins, met de redelijke behoeften en wensen was de gekleurde rassen van het gebied." Alle vier senatoren gekozen op 29 september 1950 waren Nasionale Party supporters.

### De Senaatwet 1955 (De Senaat van 1955-1960)
In 1955, Nationalistische Eerste Minister Johannes Strijdom wou wijzigen een van de verschanste bepalingen van de Grondwet, om gekleurde kiezers te scheiden van blanke kiezers, maar zijn partij had niet de grondwetelijke vereiste tweederdemeerderheid in een gezamenlijke zitting van beide Huizen van het Parlement. Er werd besloten om de samenstelling en het kiesstelsel van de Senaat te veranderen, om de Wet op Afzonderlijke Vertegenwoordiging van de Kiezers kunnen worden gevalideerd. Bijgevolg Strijdom had de Senaatwet 1955 de Grondwet te wijzigen.
In plaats van elke provincie verkiezende acht senatoren, van evenredige vertegenwoordiging, het nieuwe systeem vereist provinciale vertegenwoordigers om gekozen te worden door een meerderheidsstelsel in het kiescollege. Het effect hiervan was om de meerderheidsgroep uit elke provincie in staat stellen om alle zetels nergens veilig te stellen. Bovendien, de Kaapprovincie en Transvaal hadden hun vertegenwoordiging verhoogd tot 22 en 27 zetels, respectievelijk. De vertegenwoordiging van Zuidwest-Afrika en zwarte kiezers was onverandered.
Een andere wijziging die in 1955 was om termen uit tien jaar terug te brengen tot vijf. De omvang van de Senaat steeg van 44 tot 89.

### De Senaatwet 1960 (De Senaat van 1960-1981)
Aan het einde van de laatste termijn van de senatoren gekozen om zwarte mensen te vertegenwoordigen, in 1960, werden die zetels afgeschaft. De Senaatwet 1960 verminderde de grootte van de Senaat en hersteld evenredige vertegenwoordiging. Echter, in plaats van terug tot acht senatoren per provincie te gaan, de Kaapprovincie zou 11 senatoren hebben, zou de Transvaal hebben 14 senatoren (15 senatoren van 1970) en de twee kleinere provincies zouden acht senatoren behouden. Nogmaals, de vertegenwoordiging van Zuidwest-Afrika was onveranderd. Het aantal genomineerde senatoren uit de Unie, ging terug naar acht en de vereiste voor de helft van hen bekend te zijn met de 'redelijke behoeften en wensen' van niet-blanken Zuid-Afrikanen werd afgeschaft.
De Senaat werd verkleind tot 54 in 1960 en 53 in 1962.
De samenstelling van de Senaat bleef omgewijzigd door de verklaring van de Republiek Zuid-Afrika in 1961, met dien verstande dat de Staatspresident nam de rol van de Gouverneur-generaal bij de benoeming van senatoren. Onder de republikeinse Grondwet, de President van de Senaat was om op te treden als Staatspresident wanneer dat kantoor was vacant is, of als een Staatspresident was niet in staat om zijn taken uit te voeren.
De vertegenwoordiging van Zuidwest-Afrika in het Parlement werd afgeschaft in 1977, om de weg voor de onafhankelijkheid van het gebied te effenen.

## Afschaffing van de Senaat
In 1980, Eerste Minister P.W. Botha begon een proces van constitutionele hervorming, met de oprichting van de Presidentsraad, een 60-zetel adviesorgaan met een voorziening voor 10 kleuringen, 5 Indiërs en 1 Chinese, maar geen zwarte leden. Bijgevolg werd de kamer nodig geacht te zijn en worden opgelost. Het was onder de voorwaarden van de Vijfde Wijzigingswet van de Grondwet van de Republiek Zuid-Afrika afgeschaft met ingang van 1 januari 1981, dat de Presidentsraad van hetzelfde jaar opgericht.
In 1984, werd de voormalige kamer van de Senaat omgebouwd voor gebruik als de Raad van Vertegenwoordigers, gereserveerde voor kleuringen onder het driekamerstelsel. Zwarte Zuid-Afrikanen bleven uitgesloten van het politieke proces.

## De Senaat van 1994-1997
Onder eerste niet-raciale Grondwet van het land in 1994, was de Senaat opnieuw het hogerhuis van een tweekamerparlement, het lagerhuis dat de Nationale Vergadering. Het werd indirect gekozen door de leden van de negen provinciale wetgevers, met elke provincie heeft tien senatoren. In 1997, werd de Senaat vervangen door de Nationale Raad van Provincies, waarvan het lidmaatschap van de voormalige Senaat behouden, maar veranderde haar wettelijke en constitutionele rol.

## Samenstelling (1910-1980)

### Samenstelling door provincie en soort (1910-1980)
| Periode   | Kaap | Nat | OVS | SWA | Tvl | Verkozen | Benoemd | NV | Totaal Sen. |
| --------- | ---- | --- | --- | --- | --- | -------- | ------- | -- | ----------- |
| 1910–1937 | 8    | 8   | 8   | –   | 8   | 32       | 8       | –  | 40          |
| 1937–1950 | 8    | 8   | 8   | –   | 8   | 32       | 8       | 4  | 44          |
| 1950–1955 | 8    | 8   | 8   | 2   | 8   | 34       | 10      | 4  | 48          |
| 1955–1956 | 22   | 8   | 8   | 2   | 27  | 67       | 18      | 4  | 89          |
| 1956–1960 | 22   | 8   | 8   | 2   | 27  | 67       | 19      | 4  | 90          |
| 1960–1962 | 11   | 8   | 8   | 2   | 14  | 43       | 11      | –  | 54          |
| 1962–1970 | 11   | 8   | 8   | 2   | 14  | 43       | 10      | –  | 53          |
| 1970–1980 | 11   | 8   | 8   | 2   | 15  | 44       | 10      | –  | 54          |

- Verkozen Senatoren
  - Kaap: Provincie Kaap de Goede Hoop
  - Nat: Provincie Natal
  - OVS: Provincie Oranje Vrijstaat
  - SWA: Zuidwest-Afrika (1950-77)
  - Tvl: Provincie Transvaal
- Benoemde en Vertegenwoordigende Senatoren
  - Benoemd: Benoemde senatoren: Zuid-Afrika 8 (1910-55), 16 (1955-60), 8 (1960-80); Zuidwest-Afrika 2 (1950-77); Vertegenwoordiger van de Kleurlingen 1 (1956-63). Na 1961 moesten de acht benoemde Zuid-Afrikaanse senatoren per provincie in tweeën worden verdeeld.
  - NV: Naturellenvertegenwoordigers 4 (1937-60)

### Samenstelling door partij (1948-1980)

#### Vijde Senaat (1948-1955)
| Partij                       | Kaap | Nat | OVS | Tvl | Totaal | Benoemd | NV | Totaal Sen. |
| ---------------------------- | ---- | --- | --- | --- | ------ | ------- | -- | ----------- |
| Verenigde Party              | 4    | 6   | 1   | 4   | 15     | —       | —  | 15          |
| Herenigde Nasionale Party    | 3    | —   | 5   | 3   | 11     | —       | —  | 15          |
| Benoemde Senatoren           | —    | —   | —   | —   | —      | 8       | —  | 8           |
| Labour Party                 | 1    | 1   | —   | 1   | 3      | —       | —  | 3           |
| Afrikaner Party              | —    | —   | 2   | —   | 2      | —       | —  | 2           |
| Onafhankelijke Senatoren     | —    | 1   | —   | —   | 1      | —       | —  | 1           |
| Naturellenvertegenwoordigers | —    | —   | —   | —   | —      | —       | 3  | 3           |
| Vacaturen                    | —    | —   | —   | —   | —      | —       | 1  | 1           |
| Totaal                       | 8    | 8   | 8   | 8   | 32     | 8       | 4  | 44          |

#### Zesde Senaat (1955-1960)
| Partij                       | Kaap | Nat | OVS | SWA | Tvl | Totaal | Benoemd | NV | Totaal Sen. |
| ---------------------------- | ---- | --- | --- | --- | --- | ------ | ------- | -- | ----------- |
| Nasionale Party              | 22   | —   | 8   | 2   | 27  | 59     | 18      | —  | 77          |
| Verenigde Party              | —    | 8   | —   | —   | —   | 8      | —       | —  | 8           |
| Naturellenvertegenwoordigers | —    | —   | —   | —   | —   | —      | —       | 4  | 4           |
| Totaal                       | 22   | 8   | 8   | 2   | 27  | 67     | 18      | 4  | 89          |

#### Zevende Senaat (1960-1965)
| Partij                      | Kaap | Nat | OVS | SWA | Tvl | Totaal | Benoemd | Totaal Sen. |
| --------------------------- | ---- | --- | --- | --- | --- | ------ | ------- | ----------- |
| Nasionale Party             | 7    | 1   | 8   | 2   | 10  | 28     | 10      | 38          |
| Verenigde Party             | 4    | 7   | —   | —   | 4   | 15     | —       | 15          |
| Gekleurde Vertegenwoordiger | —    | —   | —   | —   | —   | —      | 1       | 1           |
| Totaal                      | 11   | 8   | 8   | 2   | 14  | 43     | 11      | 54          |

#### Achtste Senaat (1965-1970)
| Partij          | Kaap | Nat | OVS | SWA | Tvl | Totaal | Benoemd | Totaal Sen. |
| --------------- | ---- | --- | --- | --- | --- | ------ | ------- | ----------- |
| Nasionale Party | 7    | 2   | 8   | 2   | 11  | 30     | 10      | 40          |
| Verenigde Party | 4    | 6   | —   | —   | 3   | 13     | —       | 13          |
| Totaal          | 11   | 8   | 8   | 2   | 14  | 43     | 10      | 53          |

#### Negende Senaat (1970-1974)
| Partij          | Kaap | Nat | OVS | SWA | Tvl | Totaal | Benoemd | Totaal Sen. |
| --------------- | ---- | --- | --- | --- | --- | ------ | ------- | ----------- |
| Nasionale Party | 8    | 1   | 8   | 2   | 12  | 32     | 10      | 41          |
| Verenigde Party | 3    | 7   | —   | —   | 3   | 13     | —       | 13          |
| Totaal          | 11   | 8   | 8   | 2   | 15  | 44     | 10      | 54          |

#### Tiende Senaat (1974-1980)
| Partij          | Kaap | Nat | OVS | SWA | Tvl | Totaal | Benoemd | Totaal Sen. |
| --------------- | ---- | --- | --- | --- | --- | ------ | ------- | ----------- |
| Nasionale Party | 8    | 2   | 8   | 2   | 12  | 31     | 10      | 42          |
| Verenigde Party | 3    | 6   | —   | —   | 3   | 12     | —       | 12          |
| Totaal          | 11   | 8   | 8   | 2   | 15  | 44     | 10      | 54          |